# Chronicon Amalfitanum
Chronicon Amalfitanum (del Latín, Crónica del ducado de Amalfi) es una crónica anónima escrita en latín medieval sobre la historia de Amalfi. El autor usó otras fuentes para complementar su obra, pero esas fuentes tampoco fueron escritas por contemporáneos de los hechos que se describen, por lo que se debe aplicar cierta prudencia a la hora de interpretar los acontecimientos. Aunque tiene cierto valor histórico, la primera parte trata sobre la historia de Amalfi desde su fundación hasta el año 1085, pero es una compilación de finales del siglo XII.
Según el Chronicon Amalphitanum, la ciudad de Amalfi fue fundada por un grupo de patricios romanos que, al intentar trasladarse de Roma a Constantinopla debido a las incursiones bárbaras, naufragaron en la costa cerca de Ragusa. Al haber perdido los medios para llegar a Oriente, estos romanos habrían buscado en Italia un lugar protegido y fácilmente defendible desde el que realizar su comercio, y lo habrían encontrado en la inaccesibilidad de la costa de Amalfi.
Las fuentes históricas más útiles sobre Amalfi son el Chronicon Salernitanum y Chronicon Amalfitanum, ambas más o menos fiables, pero indispensables para la reconstrucción de la primera época republicana.